# The Old Den
The Old Den (eigentlich The Den) war von 1910 bis 1993 das Fußballstadion des Londoner Fußballvereins FC Millwall. Nach dem Bau der neuen Spielstätte The New Den wurde es abgerissen. Es befand sich im Stadtteil Lewisham.

## Geschichte
Die Eröffnung und das erste Spiel fand am 22. Oktober 1910 zwischen dem FC Millwall und Brighton & Hove Albion (0:1) statt. Die Anlage fasste in Spitzenzeiten bis zu 50.000 Zuschauer. Der Besucherrekord stammt aus dem Jahr 1937. Bei der Partie FC Millwall gegen Derby County versammelten sich 48.672 Zuschauer im Stadion. Im Zweiten Weltkrieg wurde The Den schwer beschädigt. Durch eine Bombe brannte die Haupt- und die Nordtribüne nieder. 1948 wurde Haupttribüne wieder aufgebaut. Es war der einzige Rang des Stadions mit Sitzplätzen und einer kompletten Überdachung.
Ursprünglich war geplant, das Stadion in ein reines Sitzplatzstadion umzuwandeln, dieser Plan wurde aber zugunsten eines Neubaus auf einer größeren Fläche verworfen. Auf dem Gelände des alten Stadions befinden sich heute Wohnhäuser. Das Viertel wird von den Bewohnern als Little Millwall bezeichnet.